# 僕らのメッセージ
「僕らのメッセージ」（ぼくらのメッセージ）は、Kiroro13枚目のシングル。2003年11月21日発売。発売元はビクターエンタテインメント。

## 解説
- NHKアニメ『無人惑星サヴァイヴ』オープニング・テーマ。
- カップリング曲は青年海外協力隊CMソング。

## 収録曲
編曲：重実徹
1. 僕らのメッセージ
  - （作詞・作曲：玉城千春）
2. ずっと忘れない
  - （作詞・作曲：金城綾乃）
3. ちょきん♡（Live）
  - （作詞・作曲：玉城千春）